# Cypra membranacea
Cypra membranacea är en fjärilsart som beskrevs av Felder 1868. Cypra membranacea ingår i släktet Cypra och familjen mätare. Inga underarter finns listade i Catalogue of Life.